# 育種者
《育種者》（日语：グランネリエ）為日本漫畫家寶井理人所創作的漫畫。目前在《月刊GFantasy》上連載中（休刊狀態）。

## 故事
這是一個存在著「育種者」的世界，他們研究著擁有神秘力量的植物的「種子」。吞下了禁種的少年「琉卡」得到了奇異的力量，並因此被「育種者」追捕。被種子之力玩弄的琉卡會何去何從呢－－？

這個世界存在著數千種「植物的種子」，上至皇族下至平民都無法缺少種子。這之中有便宜的種子，也有平民無法得到的高價種子。對這些稀有種子進行研究與採集的就是「國家育種者特別教育機關」。若未持有其成員「育種者」的國家資格的人，是禁止栽培、研究稀有植物的，若被發現將會處以重刑。其中罪名最重的是「收入體內之後將該媒介變異為與自身性質相近的有害種子」。讓有害種子在體內發芽的人，在戶籍上將被認定為死亡。吞下有害種子後的存活率僅有2.8%，活下來並獲得力量的人，被稱作「保有者」。他們同時擁有部分植物與動物的性質，但自身的性格有可能因為種子而大受改變。

## 人物介紹

### 主要角色
琉卡·昂格拉德（Lucas Anglade）
本作主人公。母親很早就去世了，因此和父親相依為命。後因父親埋首於研究，而栽培稀有的植物並將種子賣出以賺取兩人的生活費。
在育種者研究機構的治安隊半夜闖入家中時，父親給了他一些種子要他吞下以後逃走。吞下種子後因為副作用而沉睡了2年。
亞伯·吉瓦什（Abel Guicarc'h）
琉卡的友人。心地善良的少年。夢想著將來能夠和琉卡一起成為育種者，研究村裡被當作守護神的大樹，並讓村子變得富有。
琉卡家出事時，在森林中發現了昏倒的琉卡，並把他帶回家中。
伊布·吉瓦什（Eve Guicarc'h）
亞伯的父親。時常分麵包給琉卡父子，並非常的在意他們。生氣的時候很可怕。
克里斯托弗·昂格拉德（Christopher Anglade）
琉卡的父親。原本是育種者的成員之一。妻子去世後，就離開首都，並把自己關在房間裡埋首於謎之研究。

### 安塞柯特（）
尤格·巴爾巴斯托爾（Hugh Barbastoir）
在育種者機關徵召鄰近地區的青年去研究機構施工時，結識了因相同理由來到研究機構工地的琉卡等人。個性單純。是反育種者組織「安塞柯特」的成員之一。
羅傑（Roger）
是反育種者組織「安塞柯特」的成員之一。擅長使用飛刀等遠距離攻擊武器。
羅伊克（Loick）
反育種者組織「安塞柯特」中的小孩。
露妮（Runi）
反育種者組織「安塞柯特」中的小孩。
托馬（Toma）
反育種者組織「安塞柯特」中的小孩。

### 育種者（）
基爾·尼克拉（Jill Nicola）
育種者的特別主席研究員。召集了琉卡等人作為建設作業員，是稀有植物保護設施的最高負責人。
阿蘭（Alan）
基爾的手下。
奇特莉·維爾德（Katly Weld）
尼克拉的安塞柯特殲滅隊的成員之一。擁有能生成會爆炸的植物的能力，負責清除前方障礙。
魯諾·卡迪奧（Luno Cadio）
尼克拉的安塞柯特殲滅隊的成員之一。擁有高速射出硬度很高的果實的能力，負責遠距離的支援。
帕特里斯·費雷爾（Patris Fellete）
尼克拉的安塞柯特殲滅隊的成員之一。能生成並調和治療外傷中毒的藥劑，主要負責醫療。

### 其他角色
克蘿葉（Coloe）
琉卡和亞伯在圖蘭森遇見的謎之少女。
迪昂·尼克拉（Dion Nicola）
歷史上的名人，以育種者作為目標的人基本上都知道他。外表和基爾非常像。
諾耶（Noye）
亞伯在前往盜匪的巢穴時，結識的謎之男子。戰鬥能力高強。

## 出版書籍
| 卷數 | 史克威爾艾尼克斯 | 史克威爾艾尼克斯       | 東立出版社    | 東立出版社             |
| 卷數 | 發售日期         | ISBN                   | 發售日期      | ISBN                   |
| ---- | ---------------- | ---------------------- | ------------- | ---------------------- |
| 1    | 2014年11月27日   | ISBN 978-4-75-754458-1 | 2017年4月19日 | ISBN 978-957-2626-05-4 |
| 2    | 2016年4月27日    | ISBN 978-4-75-754969-2 | 2017年6月30日 | ISBN 978-986-4829-13-2 |
| 3    | 2018年11月27日   | ISBN 978-4-75-755928-8 |               |                        |